# ノン・ヒューマン・レヴェル
ノン・ヒューマン・レヴェル（Non-Human Level）は、スウェーデンのデスラッシュバンドである。クリストファー・マルムストロムのソロ・プロジェクトとして立ち上げられており、現在でもそのように見られることが多い。

## 略歴
1998年に、ピーター・ウィルドアーと共に、ダーケインを立ち上げたギタリストのクリストファー・マルムストロムが、自身の書き溜めてきた曲の中で、ダーケインには合わない曲を発表するためのソロ・プロジェクトとして立ち上げた。その後、メシュガーのベーシスト、グスタフ・ヒーム（現在はメシュガーを脱退）が加入。しかし、ダーケインの活動により、クリストファーが多忙になり活動は停滞。2005年頃になって1stアルバムのレコーディングに入った。このレコーディングに際して、ボーカルにダーケインのピーター・ウィルドアー（ダーケインではドラムを担当）、ドラムスにデヴィン・タウンゼンド・バンドで活動中のライアン・ファン・ポーデルーエンが加入した。
2005年に1stアルバム『Non-Human Level』をリリースしデビューした。このアルバムは、日本でもサウンドホリックからリリースされ、日本デビューを飾った。

## メンバー

### メンバー
- クリストファー・マルムストロム Christofer Malmström　- ギター
ダーケインでもギタリストとして活動中
- ピーター・ウィルドアー Peter Wildoer - ボーカル
ダーケインではドラマーとして活動中。ペスティレンスやエレクトロキューション250、ジェイムズ・ラブリエ、アーチ・エネミー等でも活動。
- グスタフ・イェルム Gustaf Hielm - ベース
メシュガーで活動していた。また、ダーク・フューネラルにもセッションで参加。
- ライアン・ファン・ポーデルーエン Ryan Van Poederooyen - ドラムス
デヴィン・タウンゼンド・バンドで活動中

### ゲストメンバー
- ラレ・ラーソン Lale Larson - キーボード
1stアルバム『Non-Human Level』に参加

## ディスコグラフィ

### アルバム
- 2005年 ノン・ヒューマン・レヴェル Non-Human Level